# 8-OH-DPAT
8-OH-DPAT — исследовательское вещество, принадлежащее к химическому классу тетралинов. Это соединение было открыто в начале 1980-х годов и с тех пор широко используется для лабораторного изучения функции 5-HT1A-рецепторов. Это был первый из известных полных агонистов для 5-HT1A-рецептора.
Первоначально считали, что 8-OH-DPAT высоко селективен по отношению к 5-HT1A-рецепторам, однако позже обнаружилось, что он также является агонистом 5-HT7-рецепторов и ингибитором обратного захвата серотонина, а также серотонин-высвобождающим агентом (наподобие МДМА).
В исследованиях на животных, 8-OH-DPAT проявляет свойства антидепрессанта, анксиолитика, средства снижающего агрессивность животных, средства понижающего аппетит, противорвотного средства, средства, понижающего температуру тела, понижает артериальное давление, замедляет частоту сердечных сокращений, учащает дыхание, и также дает анальгетический эффект.